# خوزه مائوری
خوزه آگوستین مائوری (اسپانیایی: José Agustín Mauri‎؛ زادهٔ ۱۶ مهٔ ۱۹۹۶) بازیکن فوتبال اهل ایتالیا است.
از باشگاه‌هایی که در آن بازی کرده‌است می‌توان به پارما، میلان و امپولی اشاره کرد.